# Морозов, Михаил Тихонович
Михаи́л Ти́хонович Моро́зов (10 августа 1919, Воробьёвка, Богучарский уезд, Воронежская губерния, РСФСР — 3 октября 1999, Екатеринбург, Россия) — советский военный, государственный и политический деятель, генерал-лейтенант.

## Биография
Родился в 1919 году в селе Воробьёвка. Член ВКП(б).
С 1939 года — на военной, общественной и политической работе. В 1939—1975 гг. — участник Великой Отечественной войны, политработник, замкомандира полка по политической части, начальник политического отдела стрелкового корпуса, первый заместитель начальника политического управления Приволжского военного округа, Центральной группы войск, член Военного Совета — начальник политического управления Уральского военного округа.
Избирался депутатом Верховного Совета РСФСР 8-го созыва.
Умер в Екатеринбурге в 1999 году. Похоронен на Широкореченском кладбище.